# Campeonato Nacional de Basquete Masculino de 2001
O Campeonato Nacional de Basquete Masculino de 2001 (12ª edição) foi um torneio realizado a partir de 28 de janeiro até 20 de junho de 2001 por dezesseis equipes representando sete estados.

## Participantes
Bauru, Bauru/SP

 Botafogo, Rio de Janeiro/RJ

 Casa Branca, Casa Branca/SP

 COC/Ribeirão Preto, Ribeirão Preto/SP

 Flamengo, Rio de Janeiro/RJ

 Fluminense, Rio de Janeiro/RJ

 Franca, Franca/SP

 Hebraica, São Paulo/SP

 Ipiranga, Blumenau/SC

 Londrina, Londrina/PR

 Mogi das Cruzes, Mogi das Cruzes/SP

 Sogipa, Porto Alegre/RS

 Unisanta, Santos/SP

 Unit/Uberlândia, Uberlândia/MG

 Universo/Ajax, Goiânia/GO

 Vasco da Gama, Rio de Janeiro/RJ

## Regulamento

### Fórmula de disputa
O Campeonato Nacional de Basquete Masculino foi disputado por 16 equipes em duas fases:
- Fase Classificatória: As 16 equipes disputaram partidas em um sistema de turno e returno, em que enfrentaram todos os adversários em seu mando de quadra e fora dele.
- Playoffs: As oito equipes classificadas jogaram num sistema mata mata e a vencedora desses foi declarada Campeã Nacional de Basquete Masculino de 2001. É dividida em três partes: 
  - Quartas de final: Foi disputada pelas equipes que passaram da primeira fase, seguindo a lógica: (1ª x 8ª); (2ª x 7ª); (3ª x 6ª); (4ª x 5ª). Estas jogaram partidas em melhor de cinco (jogos), sendo dois mandos de campo para cada e o jogo de desempate, se houvesse, no ginásio da equipe com o melhor índice técnico da fase classificatória.
  - Semifinais: Foi disputada pelas equipes que passaram das quartas de final, seguindo a lógica: vencedor A x vencedor D e vencedor B x vencedor C. Estas jogaram partidas em melhor de cinco (jogos), sendo dois mandos de campo para cada e o jogo de desempate, se houvesse, no ginásio da equipe com o melhor índice técnico da fase classificatória.
  - Final: Foi disputada entre as duas equipes vencedoras das semifinais, em melhor de cinco (jogos), sendo dois mandos de campo para cada e o jogo de desempate, se houvesse, no ginásio da equipe com o melhor índice técnico da fase classificatória. A equipe vencedora foi declarada campeã da competição.

### Critérios de desempate
1º: Confronto direto

2º: Saldo de cestas dos jogos entre as equipes

3º: Melhor cesta average (se o empate foi entre duas equipes)

4º: Sorteio

### Pontuação
Vitória: 2 pontos

Derrota: 1 ponto

Não comparecimento: 0 pontos

## Classificação
| 1  | Botafogo              | 53 | 30 | 23 | 7  | 2855 | 2580 | 1,10659 |
| 2  | Marathon/Franca       | 53 | 30 | 23 | 7  | 2723 | 2527 | 1,07756 |
| 3  | Vasco da Gama         | 51 | 30 | 21 | 9  | 2788 | 2398 | 1,16264 |
| 4  | COC/Ribeirão Preto    | 51 | 30 | 21 | 9  | 2981 | 2761 | 1,07968 |
| 5  | Unit/Uberlândia       | 51 | 30 | 21 | 9  | 2829 | 2668 | 1,06034 |
| 6  | Tilibra/Copimax/Bauru | 49 | 30 | 19 | 11 | 2731 | 2589 | 1,05485 |
| 7  | Flamengo/Petrobras    | 49 | 30 | 19 | 11 | 3098 | 2968 | 1,04380 |
| 8  | Fluminense            | 49 | 30 | 19 | 11 | 2679 | 2582 | 1,03757 |
| 9  | Londrina/Sercomtel    | 45 | 30 | 15 | 15 | 2699 | 2701 | 0,99926 |
| 10 | Valtra/UMC/Compaq     | 42 | 30 | 12 | 18 | 2638 | 2658 | 0,99248 |
| 11 | Leitor/Casa Branca    | 41 | 30 | 11 | 19 | 2552 | 2657 | 0,96048 |
| 12 | Universo/Ajax         | 40 | 30 | 10 | 20 | 2876 | 2940 | 0,97823 |
| 13 | Unisanta              | 40 | 30 | 10 | 20 | 2866 | 3029 | 0,94619 |
| 14 | Ipiranga/Badesc       | 39 | 30 | 9  | 21 | 2634 | 2816 | 0,93537 |
| 15 | Hebraica/Blue Life    | 37 | 30 | 7  | 23 | 2597 | 2715 | 0,95654 |
| 16 | Sogipa                | 30 | 30 | 0  | 30 | 2059 | 3016 | 0,68269 |

|  |                                           |
|  | Zona de classificação às quartas de final |

## Fase final
|  | Quartas de final | Quartas de final | Quartas de final   | Quartas de final | Quartas de final | Quartas de final | Quartas de final | Quartas de final |               |                    | Semifinal | Semifinal | Semifinal | Semifinal | Semifinal | Semifinal | Semifinal | Semifinal |  |  | Final | Final              | Final | Final | Final | Final | Final | Final |
|  |                  |                  |                    |                  |                  |                  |                  |                  |               |                    |           |           |           |           |           |           |           |           |  |  |       |                    |       |       |       |       |       |       |
|  | 1                | Botafogo         | 85                 | 82               | 133              |                  |                  | 3                |               |                    |           |           |           |           |           |           |           |           |  |  |       |                    |       |       |       |       |       |       |
|  | 8                | Fluminense       | 70                 | 79               | 121              |                  |                  | 0                |               |                    |           |           |           |           |           |           |           |           |  |  |       |                    |       |       |       |       |       |       |
|  | 8                | Fluminense       | 70                 | 79               | 121              |                  | 1                | 0                | Botafogo      | 108                | 77        | 93        | 90        | 81        | 2         |           |           |           |  |  |       |                    |       |       |       |       |       |       |
|  |                  |                  |                    |                  |                  |                  |                  |                  | Botafogo      | 108                | 77        | 93        | 90        | 81        | 2         |           |           |           |  |  |       |                    |       |       |       |       |       |       |
|  |                  | 4                | COC/Ribeirão Preto | 103              | 81               | 89               | 110              | 97               | 3             |                    |           |           |           |           |           |           |           |           |  |  |       |                    |       |       |       |       |       |       |
|  | 4                | 4                | COC/Ribeirão Preto | 103              | 81               | 89               | 110              | 97               | 3             | COC/Ribeirão Preto | 87        | 81        | 100       |           |           | 3         |           |           |  |  |       |                    |       |       |       |       |       |       |
|  | 4                |                  |                    |                  |                  |                  |                  |                  |               | COC/Ribeirão Preto | 87        | 81        | 100       |           |           | 3         |           |           |  |  |       |                    |       |       |       |       |       |       |
|  | 5                | Unit/Uberlândia  | 84                 | 74               | 71               |                  |                  | 0                |               |                    |           |           |           |           |           |           |           |           |  |  |       |                    |       |       |       |       |       |       |
|  |                  |                  |                    |                  |                  |                  |                  |                  |               |                    |           |           |           |           |           |           |           |           |  |  | 4     | COC/Ribeirão Preto | 92    | 84    | 84    |       |       | 0     |
|  |                  |                  | 3                  | Vasco da Gama    | 100              | 86               | 87               |                  |               | 3                  |           |           |           |           |           |           |           |           |  |  |       |                    |       |       |       |       |       |       |
|  | 3                | Vasco da Gama    | 90                 | 92               | 69               |                  |                  | 3                |               |                    |           |           |           |           |           |           |           |           |  |  |       |                    |       |       |       |       |       |       |
|  | 6                | Bauru            | 87                 | 72               | 66               |                  |                  | 0                |               |                    |           |           |           |           |           |           |           |           |  |  |       |                    |       |       |       |       |       |       |
|  | 6                | Bauru            | 87                 | 72               | 66               |                  | 3                | 0                | Vasco da Gama | 85                 | 83        | 110       | 78        |           | 3         |           |           |           |  |  |       |                    |       |       |       |       |       |       |
|  |                  |                  |                    |                  |                  |                  |                  |                  | Vasco da Gama | 85                 | 83        | 110       | 78        |           | 3         |           |           |           |  |  |       |                    |       |       |       |       |       |       |
|  |                  | 2                | Franca             | 72               | 102              | 105              | 75               |                  | 1             |                    |           |           |           |           |           |           |           |           |  |  |       |                    |       |       |       |       |       |       |
|  | 2                | 2                | Franca             | 72               | 102              | 105              | 75               | Franca           | 1             | 94                 | 98        | 96        | 88        |           | 3         |           |           |           |  |  |       |                    |       |       |       |       |       |       |
|  | 2                |                  |                    |                  |                  |                  |                  | Franca           |               | 94                 | 98        | 96        | 88        |           | 3         |           |           |           |  |  |       |                    |       |       |       |       |       |       |
|  | 7                | Flamengo         | 84                 | 92               | 99               | 79               |                  | 1                |               |                    |           |           |           |           |           |           |           |           |  |  |       |                    |       |       |       |       |       |       |

## Finais

### Primeiro jogo
| 15 de junho 20:30 |  | COC/Ribeirão Preto | 92–100 | Vasco da Gama |  | Ginásio Unicoc, Ribeirão Preto |  |

### Segundo jogo
| 18 de junho 20:30 |  | Vasco da Gama | 86–84 | COC/Ribeirão Preto |  | Rio de Janeiro |  |

### Terceiro jogo
| 20 de junho 20:30 |  | Vasco da Gama | 87–84 | COC/Ribeirão Preto |  | Rio de Janeiro |  |

0

## Premiação
| Campeonato Nacional de Basquete Masculino 2001 |
| ---------------------------------------------- |
| Vasco da Gama Campeão (2° título Brasileiro)   |